# Пол Виалар
Пол Виалар (на френски: Paul Vialar) е плодовит френски драматург, поет и писател на произведения в жанра драма, лирика, приключенски роман, исторически роман, детска и юношеска литература, мемоари и документалистика.

## Биография и творчество
Пол Виалар е роден на 18 септември 1898 г. в Сен Дени, Франция. Баща му умира, когато е 6-годишен, а по-късно и майка му. Негов настойник става Гастон Пуленк, основател на химичната и фармацевтична компания „Рона-Пуленк“. Той го запознава с лова още много млад, като когато е 14-годишен, му дава първата пушка. Ловът става негова голяма страст, на която посвещава уикендите си. Ловува често с маршал Алфонс Жюен и писателя Емил Анрио.
През 1916 г., след смъртта на неговия полубрат Пиер, който е убит същата година при Сома, се включава в Първата световна война като се присъединява към Свободния пехотен корпус и до 1919 г. участва във военните действия в Турция, Румъния и България. Получава военен кръст за храброст.
След войната следва в ХЕК Париж, който завършва през 1921 г.
Става известен със стихотворенията и пиесите си, а след това и с романите си, като е автор на близо 80 книги. Автор е на известни ловни книги. Изобразява съвременното общество в поредиците си „Смъртта е начало“, „Ловът за мъже“ и „Френска хроника на 20-ти век“.
Той е един от пионерите в телевизията, като на 8 декември 1935 г., заедно с Владимир Порше, продуцира вариететно шоу, а приемници са монтирани в кметствата на Париж.
Дълго време живее в Сен Тропе, притежава и къща в Лумио (Корсика), на склона на планината, над залива Калви.
В периода 1952 – 1955 г. е президент на „Société des gens de lettres“ – сдужение на авторите за защита на авторските им права.
Удостоен е с няколко награди: през 1939 г. получава наградата „Фемина“ за романа „Морската роза“, а през 1948 г. – голямата награда Париж за поредицата „Смъртта е начало“. Удостоен е с отличието Командор на Ордена на Почетния легион.
Има три брака и две дъщери – Доминик и Вероник.
Пол Виалар умира на 8 януари 1996 г. във Вокресон.

## Произведения

### Самостоятелни романи
- Fatôme (1931)[1][2][3]
- J'avais un camarade (1936)
- La Rose de la mer (1939) – награда „Фемина“
Морската роза, изд.: „Георги Бакалов“, Варна (1982), прев. Лиляна Иванова
- La Maison sous la mer (1941)
- La Grande Meute (1943)
- La Caille (1945)
- Job (1946)
- Une ombre (1946)
- Saint-Tropez-sur-Amour (1946)
- Les Aventures inattendues (1947)
- Le Château du hasard (1948)
- Le Bon Dieu sans confession: Monsieur Dupont est mort (1949)
- Le Bouc étourdi (1949)
- La Grande Ribaude (1951)
- L'Éperon d'argent (1951)
- Cinq Sets (1951)
- Les Vikings (1952)
- François Guerrier (1954)
- Tournez, joies gosses (1956)
- Clara et les Méchants (1958)
- Le Temps des imposteurs (1960)
Време на измамниците, изд.: ОФ, София (1969), прев. Мария Николова
- Le Fusil à deux coups (1960)
- L'Homme de chasse (1961)
- La Fin des imposteurs (1962)
- L'Homme du fleuve (1964)
- La Jeunesse du monde (1966)
- La Cravache d'or (1968)4
- Les Invités de la chasse (1969)
- Safari-Vérité (1970)
- Mon seul amour (1971)
- La Croule (1974)
- Le Triangle de fer (1976)
- La Chasse de décembre (1979)
- Rien que la vérité (1980)

### Серия „Смъртта е начало“ (La mort est un commencement)
1. Le Bal des sauvages (1948)[1][2][3]
2. Le Clos des trois maisons
3. Le Petit Jour
4. Les Morts vivants
5. Risques et périls
6. La Carambouille
7. Dansons la capucine
8. La Haute Mort (1948) – Голямата награда на Париж за цялата серия

### Серия „Ловът за мъже“ (La Chasse aux hommes)
1. Le Rendez-vous (1952)[1][2][3]
2. La Bête de chasse
3. Les Brisées hautes
4. Le Bien-aller
5. Les Faux-fuyants
6. Les Odeurs et les sons
7. Le Débucher
8. Les Fins dernières
9. L'Hallali
10. La Curée (1953)

### Серия „Френска хроника на 20-ти век“ (Chronique française du XXe siècle)
1. Les étoiles de Mars (1955)[1][2][3]
2. Place de la République (ou Les députés) (1956)
3. Rideau (1956)
4. La boutiquière (1957)
5. Belada, éditeur (1957)
6. Pas de pitié pour les cobayes (1958)
7. Pas de temps pour mourir (1958)
8. Les robes noires (1958)
9. Les Zingari (Ceux du cirque) (1959)
10. La farine du diable (1961)

### Детско-юношеска литература
- Le Voilier des Îles (1947)[1][2][3]
- Écrit sur le sable (1948)
- Plumes dans le vent (1951)
- Le Petit Garçon de l'ascenseur (1957)
- Sous le pavillon noir (1958)
Под черния флаг, изд.: „Народна култура“, София (1968), прев. Боряна Цачева-Статкова
- La Cantinière de l'Empereur (1959)
- La Fin du cheval ?, suivi de Chevaux de France (1961)

### Поезия
- Le Cœur et la Boue (1921)

### Сборници
- La Tour des amants (1947)[1][2][3]
- Images scandinaves (1950)
- Le Roman des oiseaux de chasse (1958)
- Le Roman des bêtes de chasse (1959)
- La Caille, suivi de Le Butor (1972)

### Екранизации
- 1933 Le cas du docteur Brenner
- 1942 Haut le vent
- 1943 La chèvre d'or
- 1945 La grande meute
- 1946 La rose de la mer
- 1947 La maison sous la mer
- 1950 On n'aime qu'une fois – по романа „La Caille“
- 1952 Aften
- 1953 Le bon Dieu sans confession – по романа „Monsieur Dupont est mort“
- 1957 Jedno poslijepodne
- 1957 Cerfs de France – документален
- 1958 Clara et les méchants
- 1960 La chasse sous terre – документален
- 1962 Le petit garçon de l'ascenseur
- 1963 Aften
- 1964 Les hommes
- 1969 La cravache d'or – тв сериал, 25 епизода
- 1971 Mon seul amour – тв сериал, 30 епизода
- 1975 La chasse aux hommes – тв сериал, 7 епизода
- 1975 Les Zingari